# Parafia św. Brata Alberta w Kolbuszowej

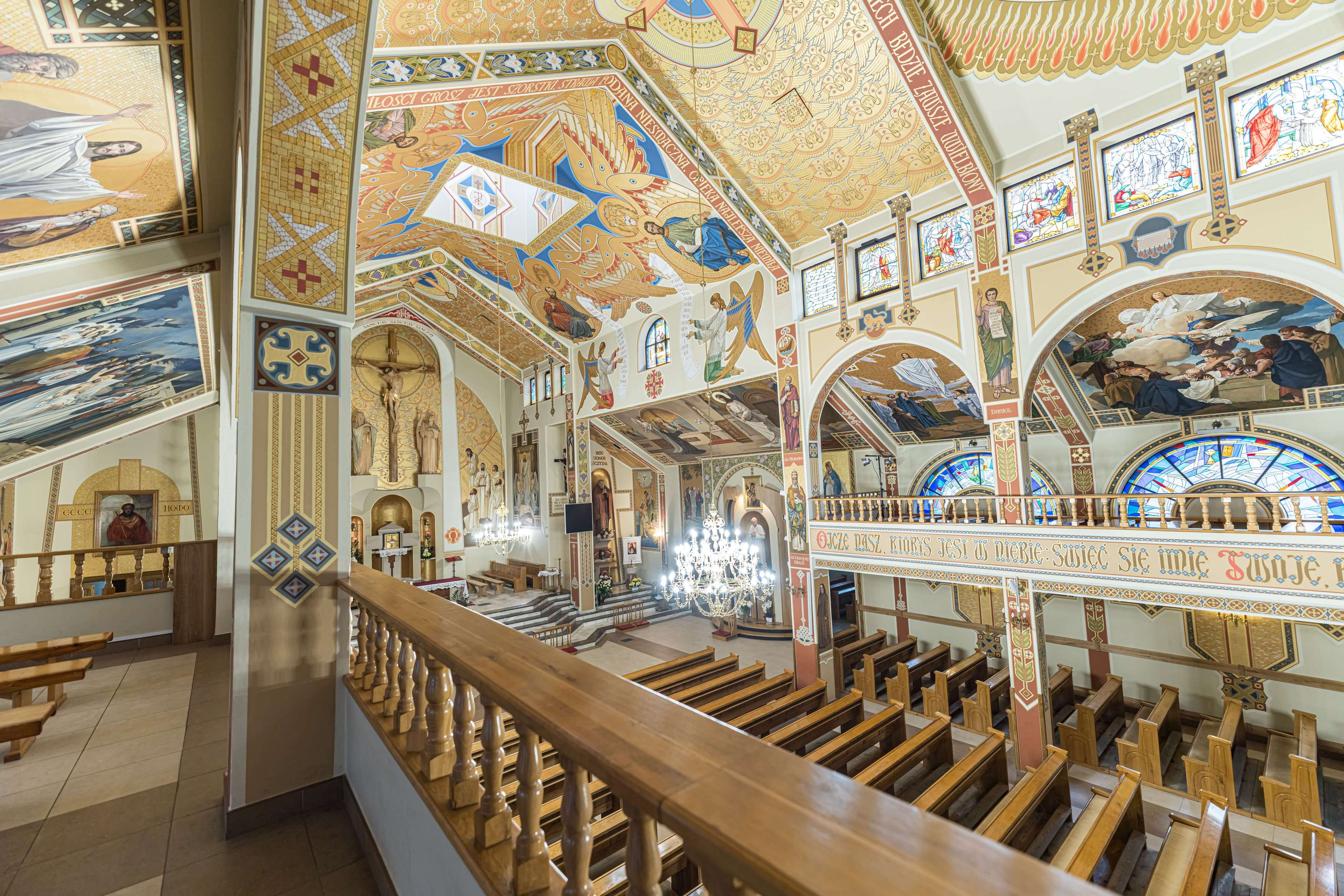
Wnętrze

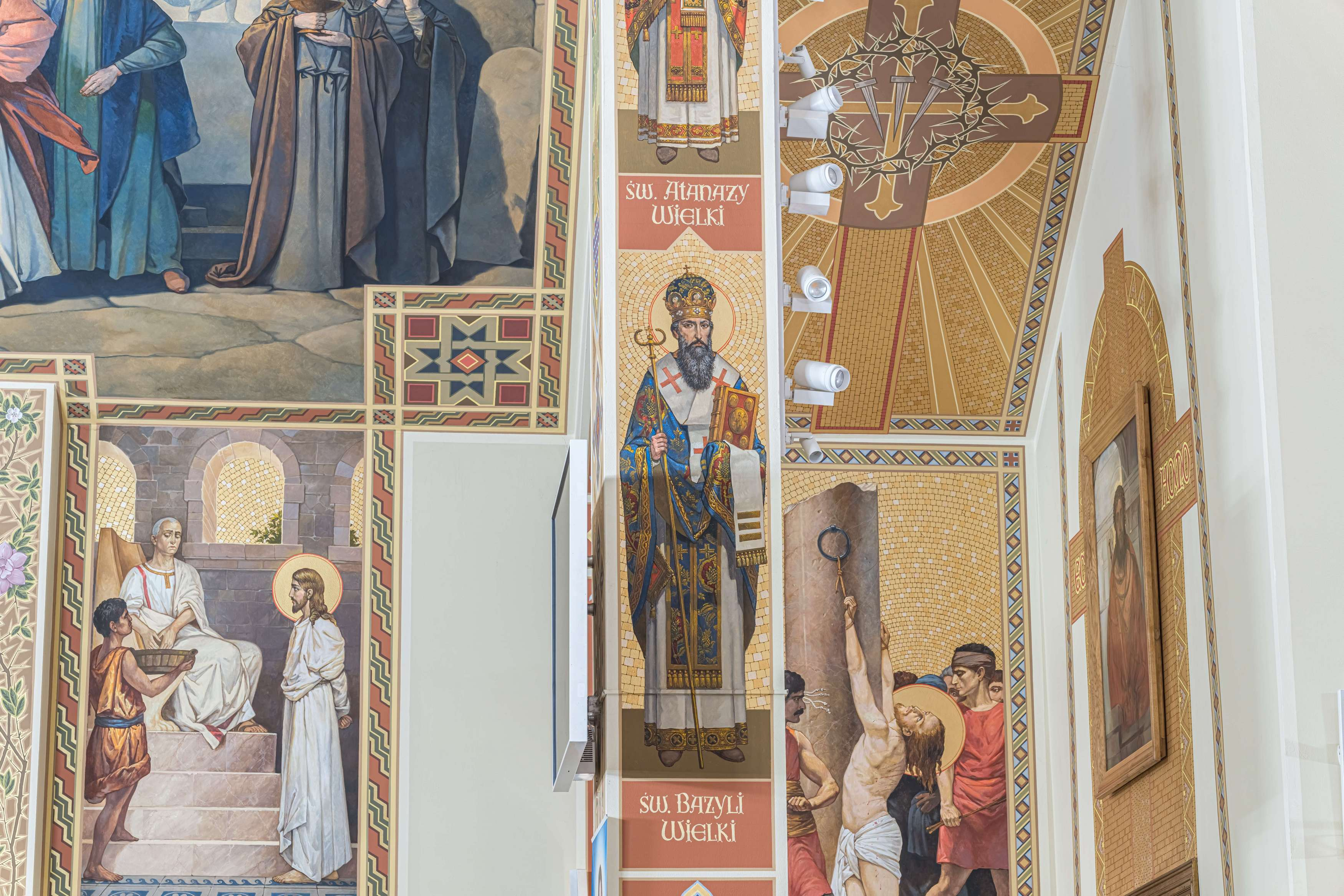
detal polichromii

Parafia św. Brata Alberta w Kolbuszowej – parafia rzymskokatolicka znajdująca się w diecezji rzeszowskiej w dekanacie Kolbuszowa Zachód. 
Parafia została erygowana 24 sierpnia 1996 przez biskupa Kazimierz Górnego. Została wydzielona z parafii Wszystkich Świętych w Kolbuszowej. Początkowo wierni gromadzili się w kaplicy, prace budowlane nad obecnym kościołem zostały ukończone w grudniu 1999 r. W latach 2008–2012 wzniesiono kaplicę cmentarną (poświęcenie obiektu nastąpiło 6 maja 2012 r., jednak pierwsza msza św. odbyła się już w 2010 roku).
Budynek kościoła wyróżnia się bogatą polichromią wnętrza. Została ona zrealizowana w okresie od 19 października 2015 do 19 listopada 2017 r. przez grupę artystyczną "Przemienienie" pod kierownictwem Yurija Herehy.